# 주진천 (경상남도)
주진천(周津川)은 경상남도 양산시 평산동의 주진소류지에서 발원하여 동류하다가 경상남도 양산시 주진동의 회야강으로 흘러드는 강이다. 주진동 앞을 흐르고 있다고 하여 붙인 이름이다. 2007년 8월 9일에는 이 강의 둑 10여m가 4년째 그대로 방치돼 여름철 집중호우로 인한 물난리가 우려되고 있었다.